# Cràter de Xili
Xili és un cràter d'impacte a Kazakhstan.
Té un diàmetre de 5,5 km i la seva edat va ser estimada en 46 ± 7 milions d'anys (Eocè). El cràter s'exposa a la superfície.